# マルキア (ブリテン王妃)
マルキア（Marcia）は年代記編纂者ジェフリー・オブ・モンマスの『ブリタニア列王史』に語られている、ブリトン人の伝説上の摂政である。
ジェフリーは彼女を「初期ブリテンの歴史において最も著名で賞賛に値する女性の1人である」と紹介している。

## 伝説の記録
マルキアはグウィテリヌスと結婚し、王妃となった。若かりし頃、彼女はあらゆる学芸に精通した女性であった。夫の死後、息子シシリウスの摂政として統治を行った。
息子が幼年であったため、王妃マルキアはグウィテリヌスの死後5年間ブリテンを統治した。
ジェフリーは王妃マルキアは「マルキアーナ法（Lex Martiana）」を制定した女性であると語っている。これを後にアルフレッド大王が古英語に翻訳し、「メルキネラーゼ（マルキア法）」と呼んだという。しかし、これはジェフリーの創作であり実在しなかったとされている。
マルキアが逝去した紀元前358年頃、息子シシリウスは王位を継いだ。

## 日本語文献
- 瀬谷幸男訳『ブリタニア列王史 : アーサー王ロマンス原拠の書』（南雲堂フェニックス、2007年）
- 瀬谷幸男訳『ブリタニア列王史——アーサー王ロマンス原拠の書』（筑摩書房、2025年）